# 波爾沃
波爾沃（芬蘭語：Porvoo）是芬蘭新地區一个使用“城市”称号的市镇，位於該國南部芬蘭灣沿岸，距離首都赫爾辛基50公里，面積654.78平方公里，2017年5月底人口50,142。
該鎮以前是貿易中心，它是芬兰六个中世纪城镇之一，早至14世纪时文献就提及它为一个城市。波尔沃是芬兰福音路德教会瑞典语波尔沃教区的座堂所在地。
波尔沃的官方语言为芬兰语和瑞典语。在2022年64.0%的居民的母语为芬兰语，28.8%的居民的母语为瑞典语，7.3%的居民的母语为其它语言。

## 外部連結
- 官方网站  （文） （瑞典文） （英文） （俄文）